# Río San Juan (Querétaro)
El Río San Juan es un río que se encuentra en la zona de San Juan del Río en Querétaro. Tiene sus fuentes en el Estado de México en el arroyo Ñadó y en la presa de Huapango, al norte de Jilotepec. Atraviesa los municipios de Amealco, San Juan del Río y Tequisquiapan y sirve como límite con el Estado de Hidalgo hasta su confluencia con el Río Tula, donde se unen en la presa Zimapan, y toma el nombre de Río Moctezuma.

## Origen del nombre
Toma su nombre de la antedicha ciudad de San Juan del Río la cual le debe su origen, según consta en la relación de méritos de don Nicolás de San Luís Montañez, dice que acompañaba a esta expedición la Malinche, quien sirvió del intérprete a Hernán Cortes. De esta manera llegaron al paraje que más tarde se llamaría San Juan del Río. Después de andar varias leguas llegaron a un lugar donde estaría un río caudaloso, rodeado de sabinos y unos ojos de agua. Asimismo había un cerro rodeado de peñas. Allí se acomodaron los veinticinco mil trescientos veintinueve soldados. El capitán quedó arriba de la peña con todos los principales que le acompañaban, para esperar el día de San Juan Bautista y ponerle ese nombre al pueblo que se iba a fundar y ese mismo día celebrar la misa por primera vez en el lugar.
- Datos: Q6115657
- Multimedia: San Juan River (Querétaro) / Q6115657